# Гуто-Забілоцька сільська рада
Гуто-Забілоцька сільська рада — колишня адміністративно-територіальна одиниця та орган місцевого самоврядування в Радомишльському районі Волинської округи, Київської та Житомирської областей Української РСР з адміністративним центром у селі Гута-Забілоцька.

## Населені пункти
Сільській раді на час ліквідації були підпорядковані населені пункти:
- с. Гута-Забілоцька

## Історія та адміністративний устрій
Створена 1923 року в селі Гута-Забілоцька Кичкирівської волості Радомисльського повіту Київської губернії. 16 січня 1923 року приєднана до складу Негребівської сільської ради. Відновлена 28 вересня 1925 року в складі с. Гута-Забілоцька та хуторів Сандрачі й Холявка Негребівської сільської ради Радомишльського району Волинської округи. Станом на 1 жовтня 1941 року в підпорядкуванні значилося урочище Соболів, хутори Сандрачі та Холявка не перебувають на обліку населених пунктів.
Станом на 1 вересня 1946 року сільська рада входила до складу Радомишльського району Житомирської області, на обліку в раді перебувало с. Гута-Забілоцька, ур. Соболів не перебувало на обліку населених пунктів.
Ліквідована 5 березня 1959 року, відповідно до рішення Житомирського облвиконкому № 161 «Про ліквідацію та зміну адміністративно-територіального поділу окремих сільських рад області», територію та с. Гута-Забілоцька приєднано до складу Забілоцької сільської ради Радомишльського району Житомирської області.